# 周纯麟
周纯麟（1913年—1986年），中国人民解放军开国少将、中共第十届、第十一届中央委员会委员。
曾任中国人民解放军南京军区炮兵司令员。1955年，授予中国人民解放军少将。